# Tri Nations 2010
Il Tri Nations 2010 (in inglese 2010 Tri Nations Series) fu la 15ª edizione del torneo annuale di rugby a 15 tra le squadre nazionali di Australia, Nuova Zelanda e Sudafrica.
Si tenne dal 10 luglio all'11 settembre 2010 e fu vinto per la decima volta dalla Nuova Zelanda.
Per ragioni commerciali, in Nuova Zelanda il torneo fu noto come 2010 Investec Tri Nations a seguito di accordo di sponsorizzazione con Investec, gruppo bancario anglo-sudafricano.
La partita decisiva per il titolo fu la vittoria per 29-22 degli All Blacks a Soweto sul Sudafrica: gli Springbok conducevano 22-17 al 79' quando una meta di Richie McCaw pareggiò il punteggio e, allo scadere, un'altra meta di Israel Dagg diede vittoria e titolo matematico alla Nuova Zelanda con una partita ancora da giocare; la vittoria nell'ultimo turno in casa dell'Australia servì per la conquista della Bledisloe Cup e la prima campagna conclusa a punteggio pieno dal 2003.
Il torneo fu l'ultimo a svolgersi a Lancaster Park: lo stadio era stato appena rimodernato per accogliere la Coppa del Mondo dell'anno successivo, ma il 22 febbraio 2011 Christchurch fu colpita da un grave sisma che provocò danni a numerose strutture tra cui lo stadio, il cui recupero fu giudicato impossibile a costi sostenibili.
Sette anni più tardi Lancaster Park fu demolito senza mai più essere rientrato in esercizio.
Il valore delle marcature, come stabilito dall’IRFB nel 1992, era: 5 punti per ciascuna meta (7 se trasformata), 3 punti per la realizzazione di ciascun calcio piazzato, idem per il drop.

## Nazionali partecipanti e sedi
| Squadra       | Città                              | Impianto interno                                                     |
| ------------- | ---------------------------------- | -------------------------------------------------------------------- |
| Australia     | Brisbane Melbourne Sydney          | Lang Park Docklands Stadium Stadium Australia                        |
| Nuova Zelanda | Auckland Christchurch Wellington   | Eden Park Lancaster Park Regional Stadium                            |
| Sudafrica     | Bloemfontein Johannesburg Pretoria | Free State Stadium Soweto Soccer City Stadium Stadio Loftus Versfeld |

## Risultati
| Arbitro: | Alan Lewis |

|                                                |      |                            |
| C. Smith 18’ Nonu 35’ K. Read 56’ Woodcock 79’ | mt   |                            |
| Carter 18’, 35’, 56’                           | tr   |                            |
| Carter 13’, 24’                                | c.p. | 6’, 41’, 46’, 60’ M. Steyn |

| Arbitro: | Alain Rolland |

|                                          |      |                           |
| Nonu 7’ Muliaina 11’ Ranger 45’ Dagg 65’ | mt   | 36’ D. Rossouw 74’ Burger |
| Carter 65’                               | tr   | 36’, 74’ M. Steyn         |
| Carter 30’, 69’ Weepu 51’                | c.p. | 42’ M. Steyn              |

| Arbitro: | George Clancy |

|                                             |      |                          |
| Mitchell 39’ Genia 75’                      | mt   | 62’ Fourie 71’ Steenkamp |
| O’Connor 75’                                | tr   |                          |
| Giteau 14’, 19’, 23’, 31’, 42’ O’Connor 46’ | c.p. | 17’ M. Steyn             |

| Arbitro: | Craig Joubert |

|                                         |      |                                                                       |
| Mitchell 7’ Ashley-Cooper 55’ Elsom 69’ | mt   | 9’ Carter 12’, 46’ Muliaina 24’ McCaw 35’ Jane 58’ Rokocoko 79’ Flynn |
| Giteau 55’, 70’                         | tr   | 9’, 24’, 35’, 46’ Carter                                              |
| Giteau 3’, 17’, 30’                     | c.p. | 6’, 33’ Carter                                                        |

| Arbitro: | Jonathan Kaplan |

|                          |      |            |
| Muliaina 6’ C. Smith 13’ | mt   | 9’ Beale   |
| Carter 6’, 13’           | tr   | 9’ Giteau  |
| Carter 34’, 70’          | c.p. | 18’ Giteau |

| Arbitro: | Nigel Owens |

|                                  |      |                                 |
| Burger 24’                       | mt   | 36’ Woodcock 77’ McCaw 79’ Dagg |
| M. Steyn 24’                     | tr   | 79’ Carter                      |
| M. Steyn 10’, 12’, 31’, 43’, 62’ | c.p. | 5’, 19’, 27’, 66’ Carter        |

| Arbitro: | Alan Lewis |

|                                                                |      |                                    |
| J. Smith 8’ Steenkamp 13’ Spies 31’ F. Steyn 49’ Pietersen 79’ | mt   | 2’ Genia 5’, 10’ O’Connor 25’ Mumm |
| M. Steyn 8’, 13’, 31’, 49’ Butch James 79’                     | tr   | 2’, 5’, 10’, 25’ Giteau            |
| M. Steyn 19’, 45’ F. Steyn 67’                                 | c.p. | 47’ Giteau                         |

| Arbitro: | Wayne Barnes |

|                                          |      |                                                           |
| Fourie 39’ Steenkamp 45’ de Villiers 53’ | mt   | 7’ Beale 13’ O’Connor 20’ S. Moore 24’ Elsom 71’ Mitchell |
| M. Steyn 39’, 45’, 53’                   | tr   | 7’, 13’, 20’, 24’ Giteay 71’ O’Connor                     |
| M. Steyn 5’, 17’, 49’, 60’, 69’, 75’     | c.p. | 1’ Giteau 79’ Beale                                       |

| Arbitro: | Mark Lawrence |

|                                |      |                       |
| O’Connor 16’ Ashley-Cooper 46’ | mt   | 67’ McCaw 73’ K. Read |
|                                | tr   | 67’, 73’ Weepu        |
| Giteau 6’, 31’, 40’ Beale 59’  | c.p. | 2’, 10’, 52’ Weepu    |

## Classifica
| Pos | Squadra       | G | V | N | P | PF  | PS  | DP  | BMP | Pt |
| --- | ------------- | - | - | - | - | --- | --- | --- | --- | -- |
| 1   | Nuova Zelanda | 6 | 6 | 0 | 0 | 184 | 111 | +73 | 3   | 27 |
| 2   | Australia     | 6 | 2 | 0 | 4 | 162 | 188 | −26 | 3   | 11 |
| 3   | Sudafrica     | 6 | 1 | 0 | 5 | 147 | 194 | −47 | 3   | 7  |